# Vila Cova (Fafe)

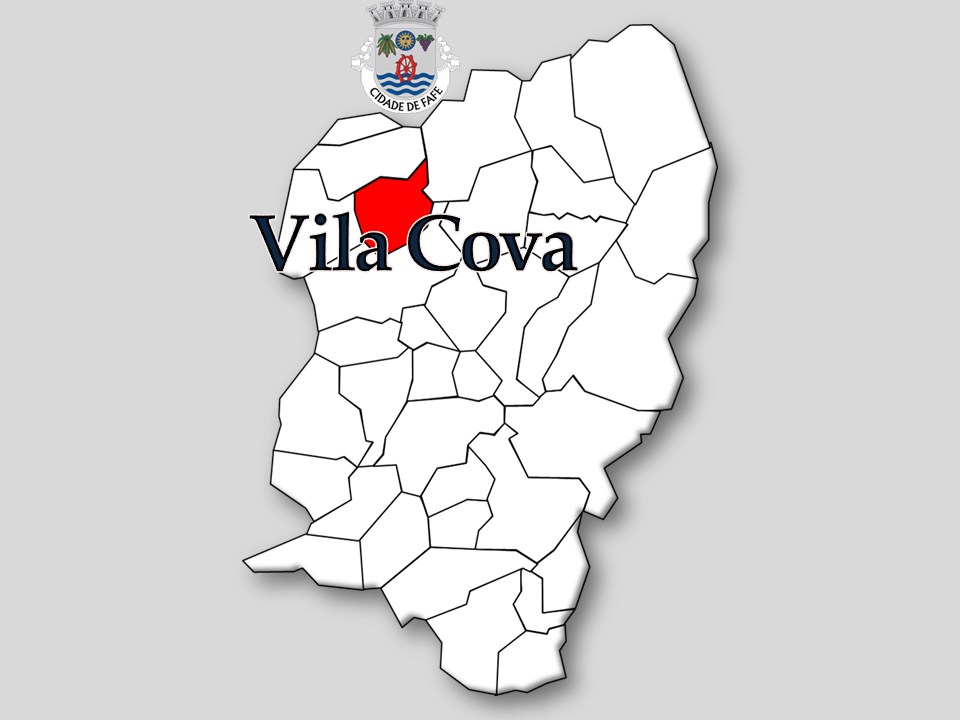
Localização da Freguesia de Vila Cova no Município de Fafe

Vila Cova é uma localidade portuguesa do Município de Fafe que foi sede da extinta Freguesia de Vila Cova, freguesia que tinha 4,87 km² de área e 219 habitantes (2011), e, por isso, uma densidade populacional de 45 hab/km².
A Freguesia de Vila Cova foi extinta em 2013, no âmbito de uma reforma administrativa nacional, para, em conjunto com a Freguesia de Freitas, formar uma nova freguesia denominada União de Freguesias de Freitas e Vila Cova com sede na Rua da Igreja, 361, em Freitas.

## População
| População da freguesia de Vila Cova (1864 – 2011) | População da freguesia de Vila Cova (1864 – 2011) | População da freguesia de Vila Cova (1864 – 2011) | População da freguesia de Vila Cova (1864 – 2011) | População da freguesia de Vila Cova (1864 – 2011) | População da freguesia de Vila Cova (1864 – 2011) | População da freguesia de Vila Cova (1864 – 2011) | População da freguesia de Vila Cova (1864 – 2011) | População da freguesia de Vila Cova (1864 – 2011) | População da freguesia de Vila Cova (1864 – 2011) | População da freguesia de Vila Cova (1864 – 2011) | População da freguesia de Vila Cova (1864 – 2011) | População da freguesia de Vila Cova (1864 – 2011) | População da freguesia de Vila Cova (1864 – 2011) | População da freguesia de Vila Cova (1864 – 2011) |
| ------------------------------------------------- | ------------------------------------------------- | ------------------------------------------------- | ------------------------------------------------- | ------------------------------------------------- | ------------------------------------------------- | ------------------------------------------------- | ------------------------------------------------- | ------------------------------------------------- | ------------------------------------------------- | ------------------------------------------------- | ------------------------------------------------- | ------------------------------------------------- | ------------------------------------------------- | ------------------------------------------------- |
| 1864                                              | 1878                                              | 1890                                              | 1900                                              | 1911                                              | 1920                                              | 1930                                              | 1940                                              | 1950                                              | 1960                                              | 1970                                              | 1981                                              | 1991                                              | 2001                                              | 2011                                              |
| 444                                               | 499                                               | 480                                               | 486                                               | 504                                               | 542                                               | 532                                               | 561                                               | 578                                               | 602                                               | 476                                               | 417                                               | 339                                               | 252                                               | 219                                               |